# Negbina
Negbina es un pueblo ubicado en la municipalidad de Nova Varoš, en el distrito de Zlatibor, Serbia.

## Superficie
Posee una superficie de 27,87 kilómetros cuadrados.

## Demografía
Hasta 2011 la población era de 352 habitantes, con una densidad de población de 12,63 habitantes por kilómetro cuadrado.